# Joseph DuMont
Karl Joseph Daniel DuMont (Rufname Joseph, * 21. Juli 1811 in Köln; † 3. März 1861 ebenda) war ein deutscher Verleger und Herausgeber der Kölnischen Zeitung.

## Leben
Joseph DuMont war ein Sohn des Kölner Verlegers Marcus DuMont und von Katarina Jakobina Schauberg (1779–1845). Nach der schulischen Ausbildung am Katholischen Gymnasium in Köln und in einem Jesuiteninternat in Brig, begann er eine Buchhändlerlehre in Leipzig, die er in Regensburg in der Buchhandlung Friedrich Pustet fortsetzte. Im Jahr 1831 heiratete er Juliane Kock.
Nach dem Tod seines Vaters 1831 übernahm DuMont 20-jährig gemeinsam mit der Mutter die Leitung des Unternehmens. Die geschäftstüchtige Mutter blieb bis zum Jahr 1844 die Inhaberin der DuMontschen Buchhandlung in Köln, des Verlages der Kölnischen Zeitung und der DuMont-Schaubergischen Druckerei. Unter der Leitung von Katarina Schauberg und Joseph DuMont erreichte die Kölnische Zeitung zeitweilig eine Monopolstellung unter den Presseerzeugnissen im Rheinland.

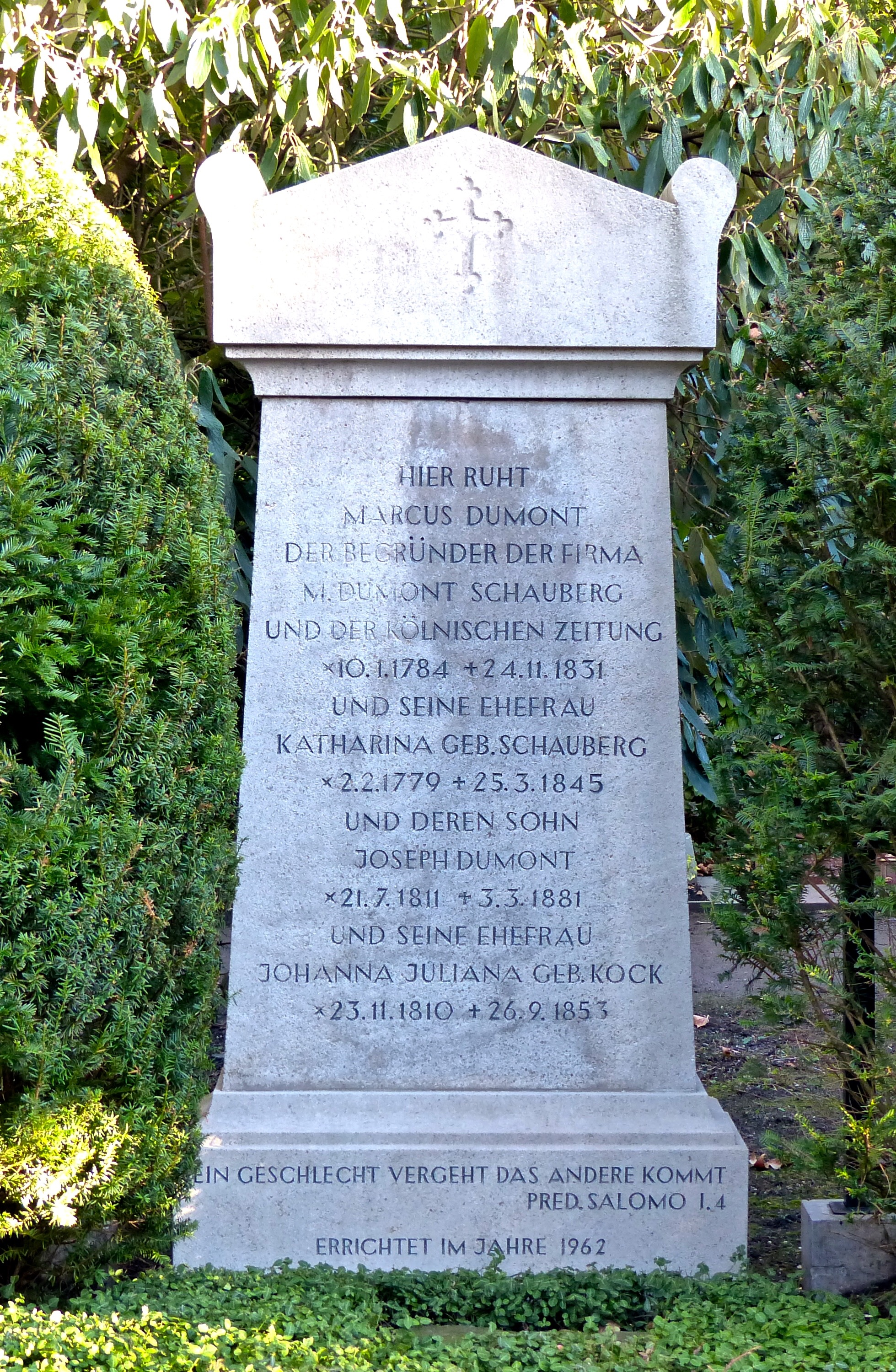
Grabstein der Familie DuMont auf dem Melaten-Friedhof (Nach dem Zweiten Weltkrieg neu errichtet)

Nach dem Tod der Mutter 1845 erfolgte die Auftrennung der Geschäftsfelder: Während der jüngere Bruder Michael (1824–1881) die Buchhandlung und den Buchverlag übernahm, widmete sich Joseph DuMont ab 1847 der Kölnischen Zeitung und dem Zeitungsverlag. Im gleichen Jahr erwarb DuMont ein Grundstück an der Breiten Straße in Köln und errichtete dort seinen neuen Firmensitz. Für die Kölnische Zeitung stellte er als einer der ersten Verleger Korrespondenten ein, ließ Leitartikel drucken und erreichte 1848 eine Auflage von 17.400 Exemplaren. Inhaltlich entwickelte sich die Zeitung seit 1843 zunehmend zum führenden Presseerzeugnis der Rheinischen Liberalen und fiel bis zur Verkündung der Pressefreiheit 1848 unter die amtliche preußische Pressezensur. DuMont selbst wurde wegen Majestätsbeleidigung angeklagt, verleumdet und administrativ durch den preußischen Innenminister eingeschüchtert und verfolgt. Auch nach 1848 wurde der Verlag von DuMont von der Regierung weiterhin argwöhnisch betrachtet.
DuMont führte in dieser Zeit den Zeitungsroman und das regelmäßige Feuilleton ein. Ihm gelang es für sein Feuilleton namhafte und angesehene Schriftsteller und Dichter, wie Levin Schücking, Karl Gutzkow, Berthold Auerbach, Willibald Alexis, Annette von Droste-Hülshoff, Karl Simrock und  Ferdinand Freiligrath zu gewinnen, um das Ansehen der Zeitung weiter zu steigern.
Im Alter von 49 Jahren starb DuMont im März 1861 an den Folgen einer Lungenentzündung. Sein Nachfolger als Verleger wurde sein Schwiegersohn August Neven.

## Wirkung in Wirtschaft, Kultur und Gesellschaft
Joseph DuMont zählte zu den innovativsten und vorausschauendsten Verlegern des 19. Jahrhunderts und war Mitglied der Handelskammer. Ähnlich wie David Hansemann erkannte er die Bedeutung der Eisenbahn für die wirtschaftliche Entwicklung. Er gehörte in verschiedenen Eisenbahngesellschaften den Vorständen und Direktionen an. Er war ein Förderer von Kunst, Kultur und Kölner Brauchtum. Er war Vorstandsmitglied der Konzertgesellschaft und der Rheinischen Musikschule sowie tätig im Dombauverein, Kunst- und Gewerbeverein.

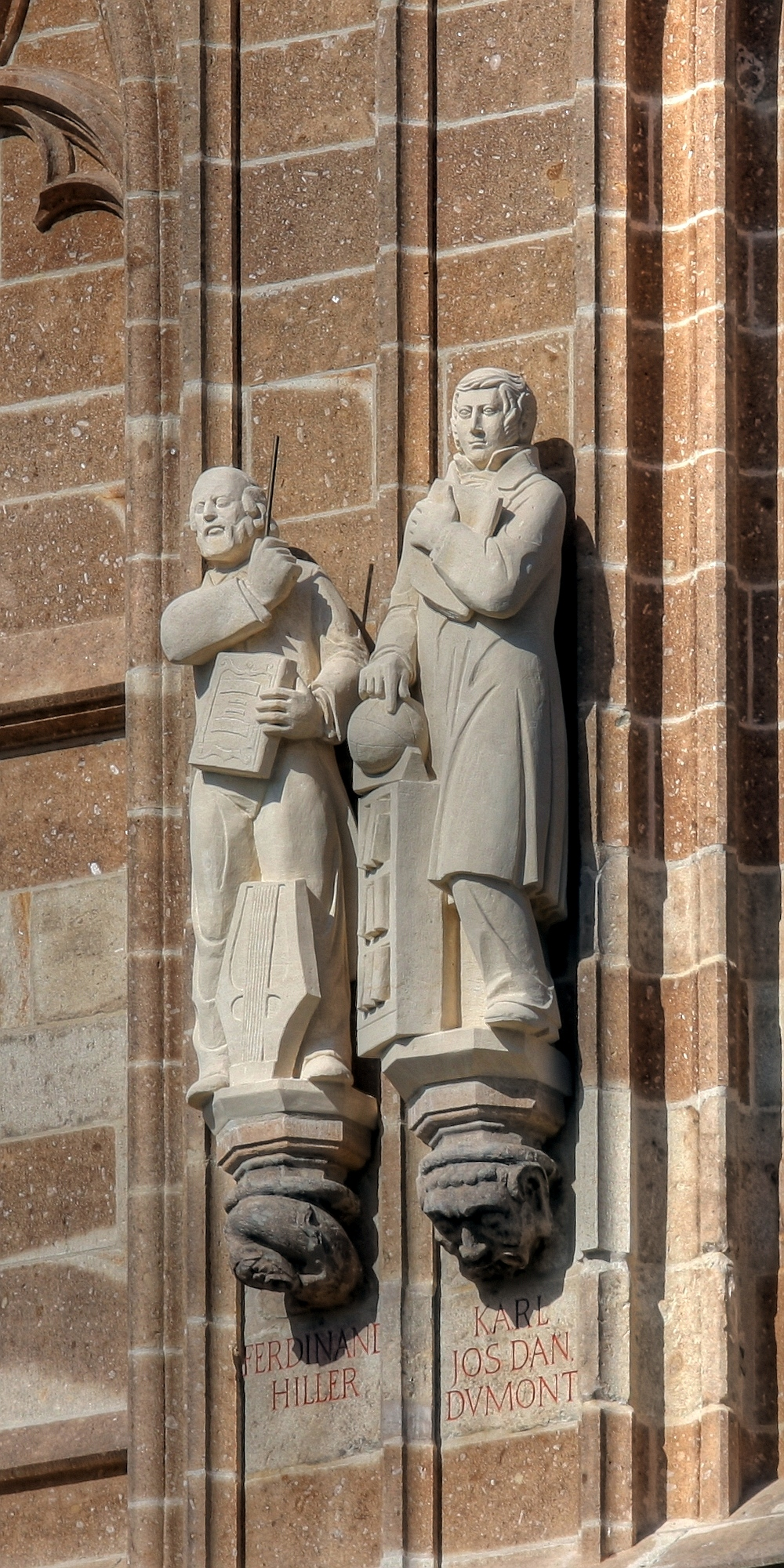
Rathausturm Köln: Joseph DuMont (r.)

Seit 1846 war Joseph DuMont Mitglied des Kölner Gemeinderates und stellvertretendes Mitglied des Provinziallandtags.

## Ehrungen
Im Rahmen der Neukonzeption des Figurenschmucks am Kölner Rathausturm wurde DuMont mit einer Figur von Theo Heiermann als eine der Um die Stadt verdiente Persönlichkeiten geehrt, die sich seit 1991 im zweiten Obergeschoss auf der Ostseite des Turmes befindet.
Im Kölner Stadtbezirk Nippes wurde das Joseph-DuMont-Berufskolleg mit dem Schwerpunkt Wirtschaft und Verwaltung nach ihm benannt.